# 楢崎教子
楢崎 教子（ならざき のりこ、旧姓：菅原、1972年〈昭和47年〉9月27日 - ）は、岩手県東磐井郡千厩町（現：一関市千厩町）生まれ、神奈川県大和市出身の元柔道選手。柔道指導者。福岡教育大学専任講師。筑波大学大学院体育学修士課程修了。身長157cm。得意技は体落と寝技。

## 経歴
母が岩手県千厩町、父が藤沢町の出身で、生後間もない頃から幼稚園に入園するまでの約3年間を母親の実家がある千厩町で育つ。柔道は4歳の頃から父親の主宰する菅原道場（神奈川県大和市）にて指導を受ける。日本大学藤沢高等学校卒業後、筑波大学へ進学。大学卒業後に株式会社ダイコロへ入社。
1996年アトランタオリンピックでは菅原姓で銅メダルを獲得。1997年3月に筑波大学の1年先輩である楢崎兼司と結婚。翌月には筑波大学大学院に進学し、学問を続けながらの新婚生活だった。
第一線を離れていたが「まだ燃え尽きていない」と復帰し、1999年のバーミンガム世界選手権で優勝。日本柔道界では初めて「主婦」として出場した2000年シドニーオリンピックでは銀メダルを獲得した。
シドニーオリンピック後に引退し、2001年4月から文教大学女子短期大学部専任講師に就任。2003年から1年間日本オリンピック委員会（JOC）在外研修員としてアメリカ合衆国ネブラスカ州オマハにて研修を受ける。2005年に文教大学を退職し、同年からアメリカ合衆国コロラド州ボルダーへ移住し柔道指導者として活動。ナショナルトレーニングセンター（NTC）勤務（2008年）を経て、2010年の春からは福岡教育大学保健体育講座専任講師に就任した。

## 戦績

### 52kg級での成績
- 1989年（平成元年） 
  - 全国高校選手権 3位
  - 強化選手選考会 2位
  - 福岡国際 3位
- 1990年（平成2年）
  - 全国高校選手権 2位
  - 世界ジュニア 2位
  - 強化選手選考会 3位
- 1991年（平成3年）
  - 選抜体重別 3位
  - 学生体重別 3位
  - 強化選手選考会 優勝
- 1992年（平成4年）
  - 選抜体重別 3位
  - 学生体重別 3位
  - 強化選手選考会 5位
- 1995年（平成7年）
  - 全国女子体重別 優勝
  - 福岡国際 優勝
- 1996年（平成8年）
  - ブルガリア国際 優勝
  - フランス国際 優勝
  - 選抜体重別 優勝
  - 7月 - アトランタオリンピック 3位[7][8]
  - 福岡国際 2位
- 1997年（平成9年）
  - ワールドカップ国別団体戦 3位
  - フランス国際 優勝
  - オーストリア国際 優勝
  - 選抜体重別 2位
- 1998年（平成10年）- 全国女子体重別 優勝[9]
- 1999年（平成11年）
  - 1月 - 福岡国際 優勝
  - フランス国際 3位
  - 選抜体重別 2位
  - 10月 - 世界選手権 優勝[7][8]
  - 12月 - 福岡国際 優勝
- 2000年（平成12年）
  - 選抜体重別 優勝
  - 9月 - シドニーオリンピック 2位[8]

### 57kg級での成績
- 1993年（平成5年）
  - 学生体重別 優勝
  - 強化選手選考会 3位
  - 福岡国際 2位
- 1994年（平成6年）
  - ドイツ国際 3位
  - 選抜体重別 優勝
  - 学生体重別 優勝
  - アジア大会 2位
  - 強化選手選考会 3位
  - 世界学生 個人戦 優勝、団体戦 3位
- 1995年（平成7年）
  - ドイツ国際 3位
  - 選抜体重別 3位